# Psara elongalis
Psara elongalis là một loài bướm đêm trong họ Crambidae.